# Eva Burgdorf
Eva Burgdorf (während ihrer ersten Ehe Eva Viedt; * 6. April 1956 in Braunschweig) ist eine deutsche Diakonin und Feministin. Am 7. Dezember 2020 wurde ihr vom Landesfrauenrat Hamburg e.V. die Hammonia für ihre Verdienste um die Überwindung der Homophobie und für die Gleichstellung lesbischer Frauen in der Kirche verliehen.

## Leben
Eva Burgdorf kam kurz vor ihrer Zwillingsschwester als sechstes von insgesamt sieben Kindern zur Welt. Die familiären Strukturen waren christlich-religiös geprägt, was den regelmäßigen Gottesdienst einschloss. Als Jugendliche engagierte sich Eva Burgdorf in der Gemeinde St. Ulrici in Braunschweig, in der sie sich unter anderem im Kindergottesdienst einbrachte. Auch in Ölper, wohin die Familie später zog, war sie in der Kirchengemeindearbeit ehrenamtlich tätig. Nach dem Schulabschluss ließ sich Eva Burgdorf zur Diakonin ausbilden. 1994 wurde sie in der Christusgemeinde am Schwarzen Berge in das diakonische Amt eingesegnet. Im Stadtjugenddienst Braunschweig war sie mehrere Jahre im Bereich Mädchenarbeit tätig. Diesen definierte sie durch Motivation zur Selbstbehauptung und Angebote zur Selbstverteidigung (Wendo-Kurse) neu. Darüber hinaus engagierte sie sich für einen Kirchenfrauenkonvent, der nicht nur Theologen, sondern auch Diakonen und Religionspädagogen offen stand. Erst gemeinsam im Kirchenfrauenkonvent, später als Diakonin richtete Eva Burgdorf den jährlichen Internationalen Frauentag in Braunschweig mit aus. Nach der Ausbildung zur Gemeindeberaterin arbeitete sie als Geschäftsführerin für die Gemeindeberatung und wurde Beauftragte für Diakon*innen. Am 6. April 2008 wurde Eva Burgdorf an ihrem 52. Geburtstag in der Petrikirche aus dem Dienst der Braunschweiger Landeskirche verabschiedet. Die Verabschiedung fand in Form eines Gottesdienstes statt, der gemeinschaftlich von Pfarrer*innen, Diakon*innen und Gemeindemitgliedern ausgerichtet und in dem der Arbeit von Eva Burgdorf gedacht und gedankt wurde. An dieser Feierlichkeit nahm kein Mitglied der Kirchenbehörde teil. Begründet wurde dies damit, dass die vertrauliche Basis zu Eva Burgdorf zerstört sei und sie eine offizielle Verabschiedung ablehnten. Zuvor hatte sich die dänische Pastorin und Partnerin von Eva Burgdorf auf eine zu besetzende Pfarrstelle bei der Braunschweigischen Landeskirche beworben, wurde jedoch von der Kirchenleitung abgelehnt.
Eva Burgdorf verließ daraufhin Braunschweig und zog mit ihrer Partnerin in den Norden. In der Nordschleswigschen Gemeinde war sie von 2008 bis 2009 Geschäftsführerin und arbeitete im Nordelbischen Frauenwerk im Kirchenkreis Schleswig-Flensburg, das seinen Sitz in Kappeln hat. Ihre persönlichen Schwerpunkte lagen in der Feministischen Theologie und in der Biografie-orientierten Frauenarbeit sowie im Bereich Frauen-Ökumene Gerechtigkeit und sozialer Diskurs. Ab März 2010 war sie zusammen mit Ute Morgenroth die neue Leitung des Frauenwerkes Schleswig-Flensburg, in der sie sich 2011 am Internationalen Aktionstag „Nein zu Gewalt an Frauen“ beteiligte.
Nach ihrem Abschiedsgottesdienst 2011 in der St.-Marien-Kirche in Flensburg zog Eva Burgdorf nach Hamburg. Sie war für den Kirchenkreis Hamburg-West/Südholstein als Organisationsentwicklerin tätig. Nach ihrer kirchlichen Arbeitsstelle arbeitete sie für mehrere Jahre im Lesbenverein Intervention e.V. Im Zuge dieser Tätigkeit folgte Eva Burgdorf u. a. einer Einladung vom Islamischen Zentrum und diskutierte interreligiös über die Themen Kopftuch und Emanzipation bei einer Podiumsdiskussion. Zudem setzte sie sich seit 2015 mit dem Verein für geflüchtete LSBTI ein. Ab 2016 arbeitete Eva Burgdorf auch in der Tabita-Kirchengemeinde Ottensen-Othmarschen als Ansprechpartnerin für Frauen, die von Gewalt betroffen sind. Aber auch in anderen Organisationen und Projekten engagierte sie sich. Unter anderem war sie Projektleiterin des Zentrums Regenbogen. 2017 forderte sie als Vertreterin des Regenbogenforums e.V. auf dem Kirchentag in Berlin die Kirchen der EKD auf, sich gegen die Diskriminierung von LSBTIQ+ einzusetzen. Neben dieser Forderung bot sie auch andere Veranstaltungen in diesem Rahmen an. Sie ermutigte bspw. in einem Workshop mit der Bibel gegen Homofeindlichkeit zu argumentieren oder setzte sich für geflüchtete LSBTIQ+ ein. Ein persönliches Anliegen von Eva Burgdorf ist der Einsatz für die Bedürfnisse älterer LSBTI. Besonders Wohnprojekte von älteren und der Umgang mit pflegebedürftigen Lesben stehen hierbei im Mittelpunkt. Für die Sichtbarkeit von Frauen und Lesben engagiert sich Eva Burgdorf auch noch nach ihrem Austritt aus dem Arbeitsleben. Am 8. März 2021 (Internationaler Frauentag) hielt sie als Vertreterin der Lesben in Hamburg eine Rede, in der sie der vorkämpfenden Generationen an Feministen in Hamburg gedenkt.
Eva Burgdorf ist Mutter von vier Kindern. Sie heiratete mit 18 Jahren und nahm den Nachnamen ihres Mannes „Viedt“ an. Nach der Scheidung legte sie diesen wieder ab. Heute lebt Eva Burgdorf mit ihrer langjährigen Partnerin zusammen in Hamburg.

## Auszeichnungen
- 2018 wurde sie für den Hamburg Pride Award nominiert.[19]
- 2020 wurde ihr vom Landesfrauenrat Hamburg e.V. die Hammonia verliehen.[2]